# Merkur, Horten & Co.

Aktie über 1000 RM der Merkur AG vom Oktober 1941

Die Warenhauskette Merkur erhielt diesen Namen 1938 nach der Arisierung des Schocken-Konzerns, dessen Hauptsitz ursprünglich in Zwickau (Sachsen) lag. Bis 1945 hieß das Unternehmen Merkur AG. 1949 ging es wieder in die Hände des Firmengründers Salman Schocken über.
Nach seiner Konsolidierung veräußerte Schocken den Konzern 1953 an Helmut Horten, der den Namen in Merkur Horten & Co änderte. Der Hauptsitz wurde 1961 von Nürnberg nach Düsseldorf verlegt. 1969 wandelte Horten das Unternehmen in eine Aktiengesellschaft um.
Nach der Übernahme eröffnete die Helmut Horten GmbH zunächst noch einzelne weitere Filialen unter dem Namen „Merkur“, z. B. in Neuss (Rheinland) bei Düsseldorf, in Osnabrück und in Regensburg. Diese Filialen trugen dabei als Fassade trotzdem die von Horten bekannten Hortenkacheln. Die Zweitmarkenbildung hielt jedoch nicht lange an; wenige Jahre nach der Eröffnung wurde die Filialen in „Horten“ umbenannt.
Die nördlichste Filiale der Merkur befand sich in Kiel; sie bestand bis 1988.

## Merkur-Filialen
Die Helmut Horten GmbH betrieb bis zu 22 Merkur-Filialen zeitgleich. Mitte der 1960er Jahre kam es bei Horten und Merkur aus heutiger Sicht zu einer seltsamen Situation: einerseits wurden Merkur-Filialen in Moers, Duisburg und Gevelsberg (einziger Neubau dieser Zeit mit abweichender Wabenfassade) zu Horten-Häusern umgebaut, andererseits wurden in anderen Städten noch neue Merkur-Warenhäuser errichtet, so in Erlangen und Neuss. Das Erlanger Haus wurde am 11. November 1965 als 50. Filiale der Horten-Gruppe eröffnet; wenig später eröffneten Horten-Filialen in Duisburg-Hamborn und in Viersen. Zudem feierte man mit der Merkur-Filiale in Nürnberg das größte Warenhaus von Süddeutschland und erweiterte das Haus um ein Parkhaus mit Tankstelle. Somit betrieb die Helmut Horten GmbH drei eigene Tankstellen in Deutschland, die auch unter den Warenhausnamen Horten in Duisburg-Hamborn und Merkur in Neuss und Nürnberg auftraten. Einheitlich war der Preis, der für Benzin mit 45 Pfennig und für Super mit 50 Pfennig in der Mitarbeiterzeitschrift als günstig beschrieben wurde.
Zum 11. November 1965 gab es in diesen Städten Merkur-Warenhäuser:
- Augsburg (ab 1966 Planungen zum Total-Umbau zu Horten)
- Bremerhaven-Lehe
- Bremerhaven-Geestemünde
- Erlangen (letzter Merkur-Neubau, auch schon mit Horten-Waben)
- Gevelsberg (Haus war im Umbau, 8. April 1954–14. September 1966 Merkur, bis 1995 Horten, danach J.Gg. Rupprecht/Kaufring)
- Heidenheim (später Horten-extra, ab 1995 J.Gg. Rupprecht/Kaufring)
- Heilbronn (ca. 1970 Abbruch und ersetzt durch Horten-Neubau)
- Hildesheim (Merkur-Haus mit Hortenwaben)
- Ingolstadt (später Horten, heute Kaufhof)
- Kiel (wurde als letzte Merkur-Filiale 1988 geschlossen)
- Köln (wurde noch 1963 aufwendig umgebaut und war Testbetrieb für den Gastroversuch „Kupferspiess“, der sich anschließend in vielen Häusern fand)
- Ludwigshafen (später Horten, 2004–2010 als Kaufhof)
- Neuss (mit Hortenwaben und Merkur-Tankstelle, wenig später ohne Umbau in Horten umgetauft, 6. Februar 1999 mit Fertigstellung der Galeria Kaufhof geschlossen)
- Nürnberg (nach Umbau 1963 mit über 17.500 m² größte Filiale bis zur Eröffnung des Düsseldorfer Hauses (18.000 m²), bis 1975 Merkur, dann bis 2012 Kaufhof) Gebäude wurde mittlerweile komplett abgebrochen (2025).[1]
- Pforzheim (Merkur-Haus mit Hortenwaben)
- Pirmasens (später Horten-extra, ab 1995 J.Gg. Rupprecht/Kaufring)
- Regensburg (später Horten, heute Galeria Kaufhof)[2]
- Reutlingen (Merkur-Haus mit Hortenwaben, heute Galeria Kaufhof)
- Schwäbisch Gmünd (Merkur-Haus mit Hortenwaben, geschlossen 2001, abgerissen 2011)
- Stuttgart (heute Galeria Kaufhof)
- Wattenscheid (ab 1966 ersetzt durch Horten-Neubau, ab 1995 J.Gg. Rupprecht/Kaufring)
- Ulm (1953 gebaut, 1966 bereits Abriss, bis 1967 Merkur in einem Flachbau als Provisorium, anschließend Horten, heute Galeria Kaufhof)

Obwohl noch am 11. November 1965 mit der Filiale in Erlangen ein neues Merkur-Haus an den Start ging, verkündete die Mitarbeiterzeitung „Der Einblick“ in der ersten Ausgabe des Jahres 1967 (11. Jahrgang):

„Überaltete DeFaKa-Kaufhäuser werden durch Warenhäuser mit Vollsortiment ersetzt; veraltete Merkur-Häuser werden erweitert, umgebaut, modernisiert. Am Ende dieser Umstrukturierungsphase wird unser Unternehmen ausschließlich über Horten-Vollwarenhäuser modernster Prägung verfügen […]“

Das Ende der Zweitmarken DeFaKa und Merkur war damit öffentlich besiegelt. Auch die einzige „KÖSTER“ heißende Filiale (Wiesbaden, untergruppiert bei DeFaKa) wich 1966/1967 einem Horten-Neubau. Später wurden Häuser, wie die erst kurz zuvor eröffneten Filialen Erlangen und Neuss, die schon die Horten-Waben bei ihrem Bau erhalten hatten, auch ohne aufwendigen Erweiterungsumbau in Horten umgetauft.
Vier relativ kleine Merkur-Häuser wurden erst zu Horten-extra-Häusern. Sie wurden 1995 zusammen an die Kaufring AG verkauft; die J.Gg. Rupprecht genannte Warenhauskette hatte nun zehn Filialen.
Von den 22 Filialen, die Kaufhof von Horten kaufte, betrieb Kaufhof Mitte 2010 nur noch neun.
Liste ehemaliger Merkur-Häuser, die heute noch als Galeria Kaufhof in Betrieb sind:
- Augsburg
- Erlangen
- Hildesheim
- Ingolstadt
- Osnabrück
- Pforzheim (Hortenwaben wurden 2014 entfernt)
- Regensburg
- Reutlingen
- Stuttgart
- Ulm

Außerdem:
- Duisburg (das Haus war zu Merkur-Zeiten allerdings nur etwa halb so groß)

Das Haus Augsburg wurde 1987 geschlossen. Das ehemalige Merkur-Haus wurde 1988 von Wöhrl bezogen und ist auch noch heute in diesem zu finden. Die Galeria-KAUFHOF-Filiale wurde im Jahr 2000 eröffnet und ersetzte das privat geführte Zentral-Kaufhaus in Augsburg, dieses liegt etwa 30 Meter vom ehemaligen Merkur-Haus entfernt.
Das Nürnberger Haus am Aufseßplatz wurde als eine der letzten Filialen 2004 auf Kaufhof umgestellt. Das Haus hatte in seiner Zeit die Namen Schocken, Merkur, Horten und Kaufhof. Der Nürnberger Standort am Aufseßplatz war mit 17.000 m² Verkaufsfläche die größte Filiale der Kaufhof-Gruppe, die nicht auf das Galeria-Konzept umgestaltet worden ist, die Filiale wurde 2012 geschlossen. Das Gebäude samt Parkhaus steht seit Sommer 2012 leer.
Die Hauptverwaltung der Merkur, Horten & Co befand sich bis April 1961 in der Kirschgartenstraße 3 in Nürnberg.
Die Häuser in Gevelsberg und Ludwigshafen sind noch vorhanden, werden jedoch nicht mehr als Warenhäuser genutzt. Das Haus in Neuss wurde direkt nach seiner Schließung stark umgebaut und ist nicht mehr als Merkur-Haus erkennbar.

## Merkur-Markenzeichen
Der Merkur hatte ein relativ einfaches Logo. Alle Buchstaben des Namens waren in Großbuchstaben in einer glatten, unverspielten Schrifttype gehalten, ein ähnlicher Schrifttype wurde auch von Hertie verwendet. An der Neusser Filiale wurden die in weiß gehaltenen Buchstaben des Schriftzuges zusätzlich auf einer dunklen Platte angebracht, welche dann an den Hortenkacheln befestigt wurde.
Das ursprüngliche Merkur Logo war ein grünes, stilisiertes M in einem Kreis. Dieses Logo verschwand mit der Umwandlung der Merkur, Horten & Co. in die Horten AG. Die Warenhäuser hatten teilweise die Bezeichnung „Kaufstätte Merkur“, danach (ab Anfang der 1950er Jahre) „Kaufhaus Merkur“.

## Merkur-Einkaufsgesellschaft Horten-Kaufring mbH
Einige Jahre nach dem Ende der Kaufhausmarke „Merkur“ wurde der Name 1989 durch die Horten und ihren Kooperationspartner Kaufring wieder belebt, allerdings nicht als Kaufhaus oder Einzelhandelsfachgeschäft, sondern als eine Einkaufsgemeinschaft mit dem Ziel am Markt durch größere Einkaufsmengen bessere Konditionen zu erlangen. Die beiden Kooperationspartner hielten jeweils 50 Prozent der Anteile.

### Merkur-Einkaufsgesellschaft mbH
1994 wurde die Gesellschaft umfirmiert in „Merkur Einkaufsgesellschaft mbH“, weil die Horten AG durch die Kaufhof AG übernommen worden war und die deutsche Woolworth daraufhin den Horten-Anteil übernahm. Mit der Insolvenz der Kaufring AG im Jahre 2002 verschwand auch die Einkaufsgemeinschaft.